# Christina Kochová
Christina Hammock Kochová (* 9. března 1979 Grand Rapids, Michigan, USA) je americká elektroinženýrka a od června 2013 astronautka NASA, 559. člověk ve vesmíru. Roku 2018 byla zařazena do posádky Expedice 59/60/61 na Mezinárodní vesmírnou stanici (ISS), do vesmíru odstartovala 14. března 2019. V březnu 2023 byla vybrána do posádky mise Artemis II.
Od 28. prosince 2019 je Kochová rekordmankou mezi ženami, pokud jde o dobu strávenou nepřetržitě ve vesmíru. Na ISS strávila 328 dnů a na Zemi se vrátila 6. února 2020. Předchozí rekordmankou byla Peggy Whitsonová.

## Mládí a vzdělání
Christina Kochová, rodným příjmením Hammocková, se narodila v Grand Rapids ve státě Michigan, dětství a mládí prožila v Jacksonville v Severní Karolíně. Po dokončení střední školy vystudovala na North Carolina State University v Raleighu, kde získala tituly bakaláře (2001, elektrotechnika; 2002 fyzika) a magistra (2002, elektrotechnika). V roce 2001 dokončila vzdělávací program NASA Academy.

## Inženýrská kariéra
Po studiích nastoupila na místo inženýrky v Laboratoři astrofyziky vysokých energií (Laboratory for High Energy Astrophysics) Goddardova kosmického střediska, kde se podílela na vývoji vědeckých přístrojů používaných na misích NASA. V této době také vyučovala fyziku na Montgomery College v Marylandu.
V letech 2004–2007 se jako výzkumná spolupracovnice účastnila amerického antarktického výzkumného programu, přičemž strávila tři a půl roku v arktických a antarktických oblastech. Dvě sezóny pracovala na polárních stanicích Amundsen–Scott a Palmer. V rámci svého působení v Antarktidě sloužila v hasičských a záchranných sborech.
Poté pracovala v Laboratoři aplikované fyziky (Applied Physics Laboratory) Univerzity Johnse Hopkinse kde se podílela na vývoji přístrojů pro sondy Van Allen Probes a Juno. Roku 2010 se vrátila k práci na antarktickém programu. Začátkem roku 2012 přešla do Národního úřadu pro oceán a atmosféru, kde sloužila jako inženýrka na meteorologické stanici v Barrow na Aljašce a od srpna 2012 vedla stanici na Samoi.

## Astronautická kariéra
Přihlásila se do 21. náboru astronautů NASA, uspěla v něm a 17. června 2013 byla zařazena mezi astronauty. Dvouletý základní kosmonautický výcvik dokončila v červenci 2015.

### 1. kosmický let – Sojuz MS-12/13 na ISS
Začátkem roku 2018 byla zařazena do záložní posádky Sojuzu MS-12, v němž měli na jaře 2019 na Mezinárodní vesmírnou stanici (ISS) vzlétnout členové Expedice 59/60. V květnu téhož roku nahradila Shannon Walkerovou v hlavní posádce. V březnu 2019 padlo rozhodnutí, že, v souvislosti s letem kosmonauta Spojených arabských emirátů na ISS na podzim 2019, Christina Kochová zůstane na ISS do prosince 2019 v rámci Expedice 61.
Do vesmíru vzlétla na palubě Sojuzu MS-12 14. března 2019 společně s Alexejem Ovčininem a Nickem Hague. Po necelých šesti hodinách letu se Sojuz spojil se stanicí ISS a kosmonauti se zapojili do práce Expedice 59. Kochová během letu podnikla 6 výstupů do volného prostoru o celkové délce 42 hodin a 15 minut, zaměřených na údržbu ISS, zejména na výměnu baterií. Poprvé při výstupu 18. října 2019 a pak ještě dvakrát opustila stanici společně s astronautkou Jesssicou Meirovou – šlo o vůbec první případy v historii kosmonautiky, kdy do vesmíru ve skafandrech vystoupily dvě ženy. První takový výstup se přitom měl uskutečnit už o několik měsíců dříve, 29. března 2019 – kvůli problémům s velikostí skafandru však Kochovou místo astronautky Anne McClainové doprovodil Nick Hague a plně ženská posádka mohla podniknout výstup až později, po částečné obměně posádky stanice.
Kochová nakonec na stanici setrvala až do 6. února 2020 a vrátila se na Zemi společně s astronauty Alexandrem Skvorcovem mladším a astronautem Evropské kosmické agentury, Lucem Parmitanem. 

### Plánovaný 2. kosmický let – Artemis II
NASA 3. dubna 2023 oznámila jmenování Kochové do funkce letové specialistky mise Artemis II, která se nejdříve v listopadu 2024 vydá na asi desetidenní cestu kolem Měsíce.

## Osobní život
Christina Kochová žije v Texasu se svým manželem Robertem Kochem.